# Церковь Святого Антония (Потсдам)
Церковь Святого Антония (нем. Pfarrkirche St. Antonius) — католическая церковь, расположенная в районе Бабельсберг города Потсдам. Была построена по проекту архитектора Вильгельма Фальбуша в 1934 года; заложена в 1933.

## История
Для католиков, переехавших в XIX веке в потсдамские районы Новавес (нем. Nowawes) и Нойендорф, была доступна только церковь Петра и Павла, расположенная в центре города. Из-за растущего числа верующих и существенного расстояния от новых районов до Старого города, в 1891 году общиной был приобретен участок земли под новый храм: по финансовым причинам строительные работы по возведению часовни начались только в 1905 году. В итоге, часовня была посвящена 7 октября 1906 года. В том же году в часовню был назначен пастор, а в 1909 году она получила независимость (нем. Pfarrkuratie).
Два десятилетия спустя, в 1927 году, для католиков, проживавших в муниципалитете Берлин-Ванзе, была построена церковь Святого Михаила, а 30 июля 1933 года был заложен первый камень в основание современной церкви Святого Антония в Потсдаме. 15 апреля 1934 года берлинский епископ Николай Барес освятил храм, построенный по проекту архитектора Вильгельма Фальбуша — выступавшего также и архитектором церкви в Ванзее.
Помещение церкви Святого Антони освещено десятью узкими и высокими окнами, расположенными в западной и восточной стенах и обрамлены снаружи здания красным клинкерным кирпичом; два дополнительных узких окна за трансептами освещают алтарь и мозаику апсиды. В храме присутствует как баптистерий, так и ризница. Колокольня, имеющая общую высоту в 34 метра, примыкает к северо-западном углу основного здания церкви: её тонкий медный шпиль увенчан папским крестом.